# Carl August von Steinheil
Carl August von Steinheil (Rappoltsweiler, Alsácia, 12 de outubro de 1801 – Munique, 12 de setembro de 1870) foi um físico, astrônomo, óptico e empresário alemão.

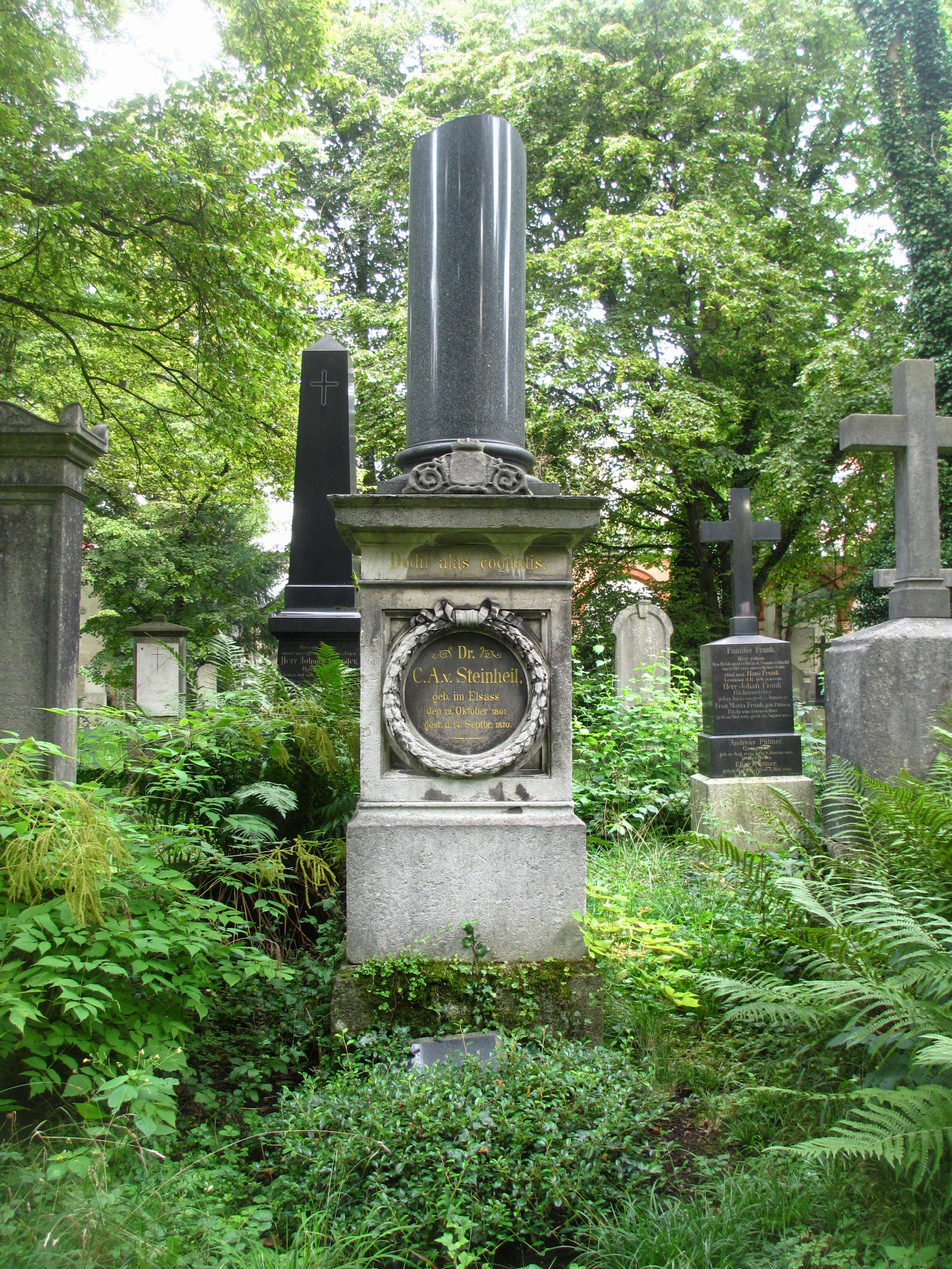
Sepultura de Carl Steinheil no Alter Südfriedhof em Munique

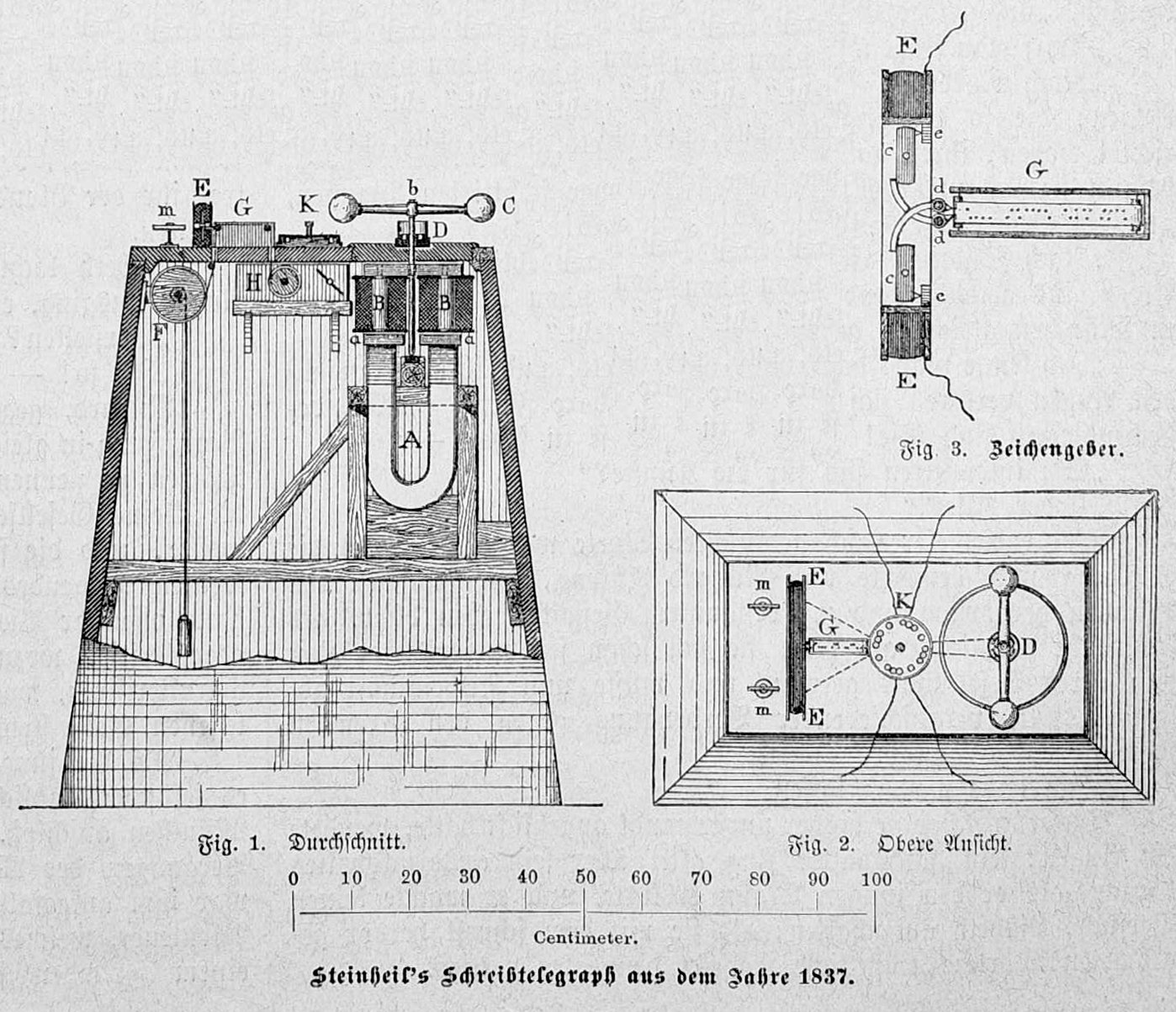
Aparelho de telegrafia de Steinheil (1837)

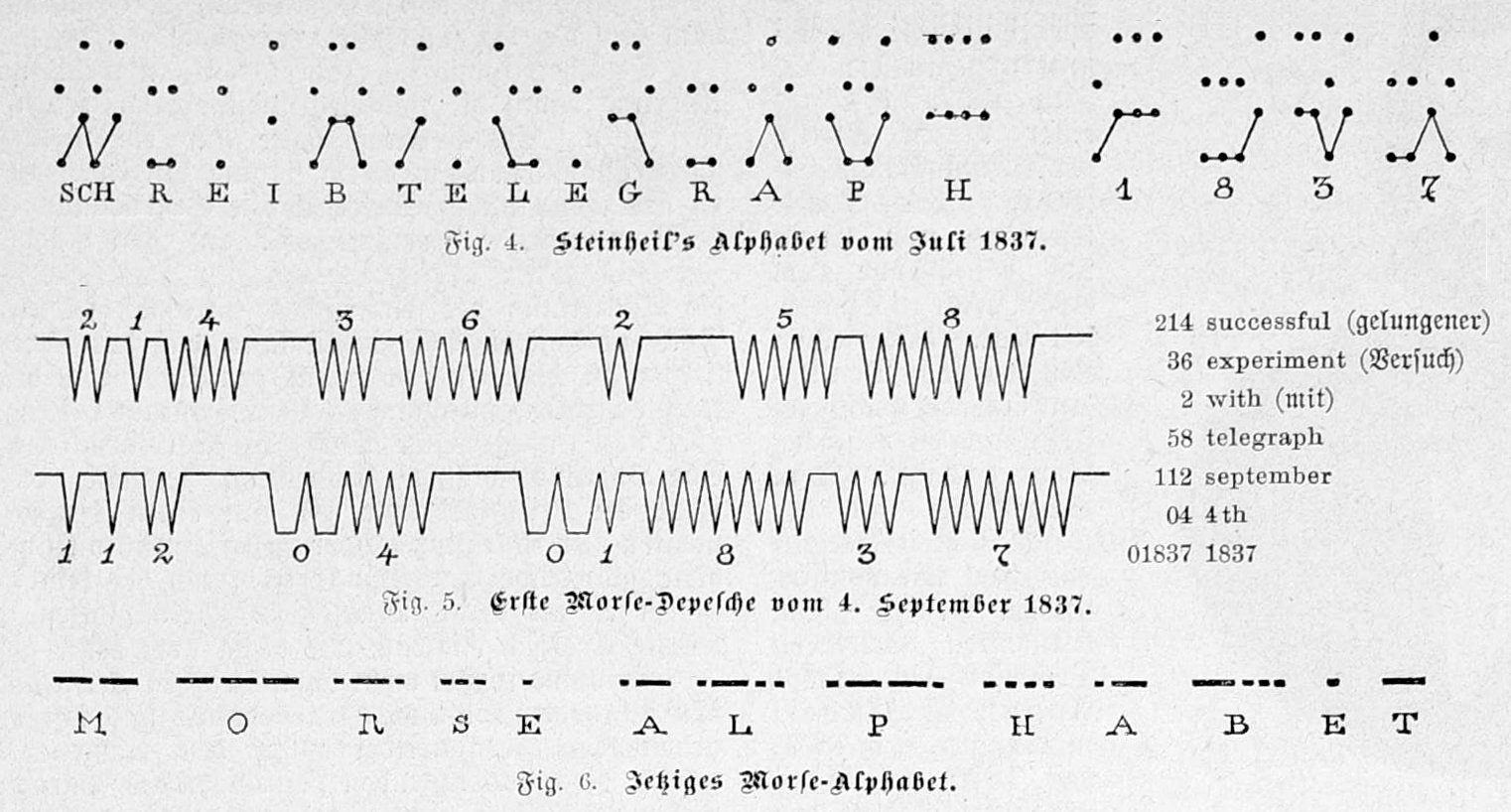
Comparação do sistema de Steinheil com o código Morse

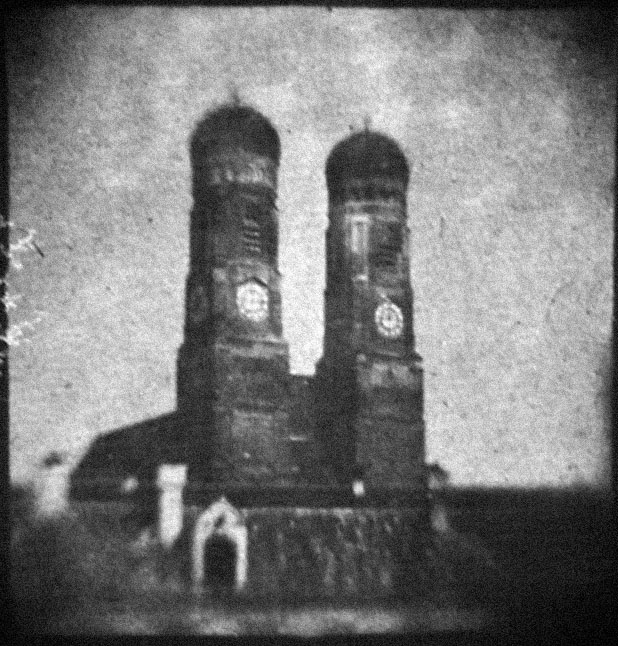
Fotografia da Frauenkirche de Munique pelo procedimento de Steinheil (1839)

## Vida e obra
Steinheil estudou direito desde 1821 na Universidade de Erlangen-Nuremberg em Erlangen, depois na Universidade de Göttingen, estudando depois astronomia e física com Friedrich Wilhelm Bessel na Universidade de Königsberg.
Em 1835 foi eleito membro extraordinário e em 1837 membro ordinário da Academia de Ciências da Baviera e em 1835 chamado como professor de matemática e física da Universidade de Munique. Em dezembro de 1835 foi eleito membro correspondente da Academia de Ciências da Rússia em São Petersburgo. Em 1837 foi eleito membro correspondente da Academia de Ciências de Göttingen. Em 1846 foi eleito membro da Academia Leopoldina. Em 1866 foi eleito membro correspondente da Academia de Ciências da Prússia.
Está sepultado no Alter Südfriedhof em Munique (Gräberfeld 34 – Reihe 1 – Platz 20/21).